# 仮借
仮借（かしゃ、かしゃく、假借）とは、漢字の造字法および用字法を説明する六書（りくしょ）の一つ。その語を表す字がないため、既存の同音あるいは類似音をもつ字を借りて表記することをいう。当て字の一種だが、特に一字で表記し、定着して後まで伝わったものを指す。通仮と重なる。

## 概要
例えば「我」は、矛の一種を表す字であったが、仮借により「われ」を表すようになった。また、七という字も[たちきる]という意味があったが仮借により[なな]を表すようになった。六書のうち、他の象形・指事・会意・形声が字の成り立ちをいうのと異なり、仮借は既にある漢字の運用方法に関する原則を表している。
仮借による字義が本来の字義を圧倒して使われるようになった場合、もとの本義に対して偏などの意符がつけられ、形声字にすることが多い。
例えば、「求」は「かわごろも」であるが、仮借によって「もとめる」の意味に使われるようになると、本来の「かわごろも」を指す時には「衣」がつけられ「裘」と書かれるようになった。他にも「其」が「箕」に、「然」が「燃」に、「者」が「煮」になったなど、例が様々挙げられる。象形が仮借され、部首が付けられる例が多いようである。